# إنيو غوارنييري
إنيو غوارنييري (بالإيطالية: Ennio Guarnieri)‏ (و. 1930 – م) هو مصور سينمائي، ومونتير من إيطاليا. ولد في روما.

## وصلات خارجية
- إنيو غوارنييري على موقع IMDb (الإنجليزية)
- إنيو غوارنييري على موقع ألو سيني (الفرنسية)
- إنيو غوارنييري على موقع أول موفي (الإنجليزية)
- إنيو غوارنييري على موقع قاعدة بيانات الأفلام السويدية (السويدية)
- إنيو غوارنييري على موقع ديسكوغز (الإنجليزية)
- إنيو غوارنييري على موقع قاعدة بيانات الفيلم (الإنجليزية)
- إنيو غوارنييري على موقع كينوبويسك (الروسية)